# Manuel Piqueras Cotolí
Manuel Celestino Piqueras Cotolí (Lucena, 17 de mayo de 1885-Lima, 26 de julio de 1937) fue un arquitecto, escultor y urbanista español creador del estilo neoperuano.

## Biografía
Nació en Lucena (Córdoba, España), el 17 de mayo de 1885. A los 14 años fallece su padre en la guerra de Cuba en 1898. Poco después muere su madre. En 1899 ingresa al colegio de huérfanos “María Cristina”, en Toledo. Empieza a dibujar y a modelar esculturas. Fue aprendiz del afamado escultor Miguel Blay a la vez que adquiría experiencia en la fundición Codina, en Madrid, y discípulo del escultor barcelonés Filiberto Montagud. En 1914 ganó la plaza de escultor pensionado en la Academia de España en Roma, donde estuvo algunos años hasta que en 1919 el Gobierno peruano le ofreció el puesto de profesor de escultura en la nueva Escuela de Bellas Artes de Lima. Permaneció en ella hasta 1923, fecha en que el Gobierno le encarga la construcción del pabellón peruano en la Exposición Iberoamericana de Sevilla de 1929. El golpe de Estado del año 30 frustra su reingreso a la Escuela de Bellas Artes. 
La mayoría de su obra se desarrolló para y por el Perú. Fue una de las figuras más importantes del llamado movimiento neoperuano, cuya tesis era el crear un estilo autónomo propiamente nacional teniendo como base el arte precolombino y el modernismo. Debido a esto se considera que tuvo un papel decisivo en la historia cultural del Perú moderno. Falleció repentinamente en Lima el 26 de junio de 1937 como consecuencia de un derrame cerebral, en su estudio de la calle Malambito, siendo enterrado en el Cementerio Presbítero Matías Maestro de dicha ciudad.

## Urbanismo
Su aporte al urbanismo del Perú es evidente en sus obras y proyectos, Carlos Raygada (1937) nos da alcances respecto a la relevancia de la plaza San Martín: "inteligente trazo de la Plaza San Martín, después de sucesivos y fracasados intentos del empirismo criollo". Wiley Ludeña nos indica de la ausencia de referencias a Piqueras como urbanista, a lo que se propone encontrar los valores y significados en su visión urbanística, a partir de rescatar los contenidos intrínsecos en sus obras. Ludeña en primer lugar, pone en evidencia que los premios más importantes que Piqueras ha recibido fueron otorgados en su calidad de arquitecto y urbanista. Seguidamente, nos indica la influencia que han tenido sus obras urbanas en el desarrollo urbano peruano: 
"Piqueras no es solo un consumado escultor y arquitecto. También es un urbanista de conciencia disciplinar y operativa. Su obra registra una singular importancia: renueva radicalmente muchos tópicos del urbanismo peruano precedente, introduce nuevos códigos, abre nuevas dimensiones en la percepción de la ciudad. Inaugura decididamente una nueva escala de intervención y transformación urbanística."
Ludeña sustenta su propuesta indicando que con Piqueras Cotolí aparece por primera vez en Lima una espacialidad neobarroca mediada por una búsqueda del "espíritu nacional", las obras relevantes por su influencia en el urbanismo peruano son la urbanización San Isidro, la plaza San Martín y el malecón de Ancón.
Entre sus obras más conocidas se encuentran la tumba de Pizarro, en la Catedral de Lima, el monumento a las Tradiciones, cuya cabeza de Ricardo Palma es uno de los más perspicaces retratos del escritor, “La mujer de piedra” y “El hombre de hierro” para el pabellón peruano de la Exposición de Sevilla y el boceto del monumento de Fermín Tangüis, de cuya realización se encargó más tarde Ismael Pozo Velit. Se suman a estos los contratos para realizar los monumentos de Bartolomé Herrera e Hipólito Unanue para el nuevo parque Universitario. Sus propuestas supieron incorporar tanto el modernismo del cual se había empapado primeramente en el taller madrileño de Miguel Blay, como de la tradición clasicista asimilada más adelante durante la estancia en Roma, aunque prevalecería el carácter renovador y, cuando la obra lo requiriera, la recurrencia a argumentos americanistas. 

### Urbanización San Isidro
La Urbanización San Isidro representa uno de los capítulos más significativos de la historia urbanística de Lima. Es un hito de ruptura. Con ella nace una tradición y se instala un modo distinto de construir y concebir la ciudad. Aparece por primera vez en Lima el urbanismo pintoresquista de la tradición del historicismo romántico europeo de fines del siglo XIX e inicios del XX. Y, por tanto, toda una revolución en las estructuras morfológicas del urbanismo residencial limeño de suburbio, que tendría una enorme influencia posterior.
El planteamiento de Piqueras en este ámbito suburbano comprende una trama de 77 manzanas en diversos formatos y tamaños. El terreno que abarca esta trama es de 840 210 m², de las que 359 183 m² corresponde al área de manzanas, 215 509 m² al área libre destinada a vías, plazas o jardines y 265 518 m² al área del bosque. La primera urbanización limeña con porcentajes del 40% y 60% del área total destinadas a vivienda y área libre respectivamente, superando las normas de la época. Piqueras asume dos preexistencias básicas sin posibilidad de modificación: el trazo de la actual avenida Arequipa y el terreno de los olivos (parque Moreyra) dispuesto en diagonal respecto a la avenida. La idea del parque, pretendía ser una especie de deliberada evocación limeña del bosque de Boulogne.
Con este proyecto se inicia una nueva tradición urbanística en el ámbito de lo residencial. Se abre la posibilidad de recrear un nuevo lenguaje y una espacialidad inusitada para Lima, es una propuesta distinta para abordar los temas de ciudad central y ciudad suburbio.
En esta propuesta se encuentran las evidencias de una alternativa postulada por Camilo Sitte (1889), la de "ciudades -pueblo"; un urbanismo que apuesta por una dramatización romántica del paisaje y el rechazo a la ortogonalidad y monumentalización neobarroca, mediante la implantación de tramas irregulares salpicadas de espacios abiertos en forma de plazas. Introduciendo por primera vez en el ámbito peruano el programa pintoresquista de Sitte; una respuesta crítica al imperio de la ciudad industrial.
Influyó en la concepción de las urbanizaciones Chacra Colorada, Ancón, Chacarilla Santa Cruz, Miramar, entre otras del mismo género. Sin embargo, su mayor influencia está en el hecho de fundar con este proyecto estructuras espaciales y figurativas que permiten evocaciones de barrio-pueblo pintoresquistas, las que conformaron posteriormente el paisaje limeño del suburbio: Miraflores, Chosica y Chaclacayo de los años treinta y cuarenta, y balnearios como Ancón. De esta forma, la propuesta urbanística de Piqueras en San Isidro, le otorga al suburbio limeño el formato y los contenidos de un nuevo modo de convertirse en ciudad con sus propios códigos, sin definir la escala apropiada a su comunidad social. 
Piqueras tenía como idea proyectar no una simple y anodina lotización a la vera de una avenida principal. Él intentaba crear un espacio urbano sui géneris de carácter definido, una imagen de ciudad distinta que replanteara radicalmente los fundamentos del urbanismo limeño precedente. Por ello, la propuesta urbanística de este proyecto representa un rechazo crítico a las urbanizaciones como Azcona, Risso, Santa Cruz, La Punta y La Victoria, construidas antes de los años veinte, las que se forman como un simple reticulado de vías, una previsible prolongación de calles, carente de identidad y sentido de espectáculo urbano.
El resultado final de la propuesta urbanística aquí propuesta: la urbanización es un espacio que se abre a una dimensión púbica del consumo del espacio urbano, pero al mismo tiempo conserva para sí la intimidad vecinal de un estrato social que aspiraba a tal privilegio.

## Reconocimientos
- Medalla de oro de la III Exposición Panamericana de Arquitectura, Construcción y Artes Decorativas, Buenos Aires, 1927.
- Gran Premio del Jurado Superior de la Exposición Iberoamericana de Sevilla de 1929, por la obra del pabellón de Perú y su grupo escultórico La Patria.

## Obras
A través de su obra, monumentos, edificios y diseños urbanos de los años 20, se pueden observar varios de los símbolos de la modernidad de Lima:
- La fachada de la Escuela de Bellas Artes de Lima, la cual está decorada con motivos precolombinos y que al mismo tiempo imprime un sentido de modernidad al dejar los ladrillos de la misma a la vista.
- El Pabellón del Perú de la Exposición Iberoamericana de Sevilla, en 1929, para el cual recibió la ayuda de su discípulo Ismael Pozo Velit.
- La tumba del conquistador Francisco Pizarro en la catedral de Lima.
- La estatua del reconocido prócer de la independencia y médico José Hipólito Unanue y Pavón en el Parque Universitario dentro de la Universidad Nacional Mayor de San Marcos.
- El 'Salón Inca' dentro del Palacio de Gobierno del Perú.
- El trazo y diseño de la Plaza San Martín en el centro histórico de Lima, inaugurada en 1921 con motivo del centenario de la independencia del Perú.
- El proyecto urbanístico del cuatricentenario parque del Olivar en el distrito de San Isidro en la ciudad de Lima.
- El monumento a Ricardo Palma en el Parque de la Exposición de Lima.[5]

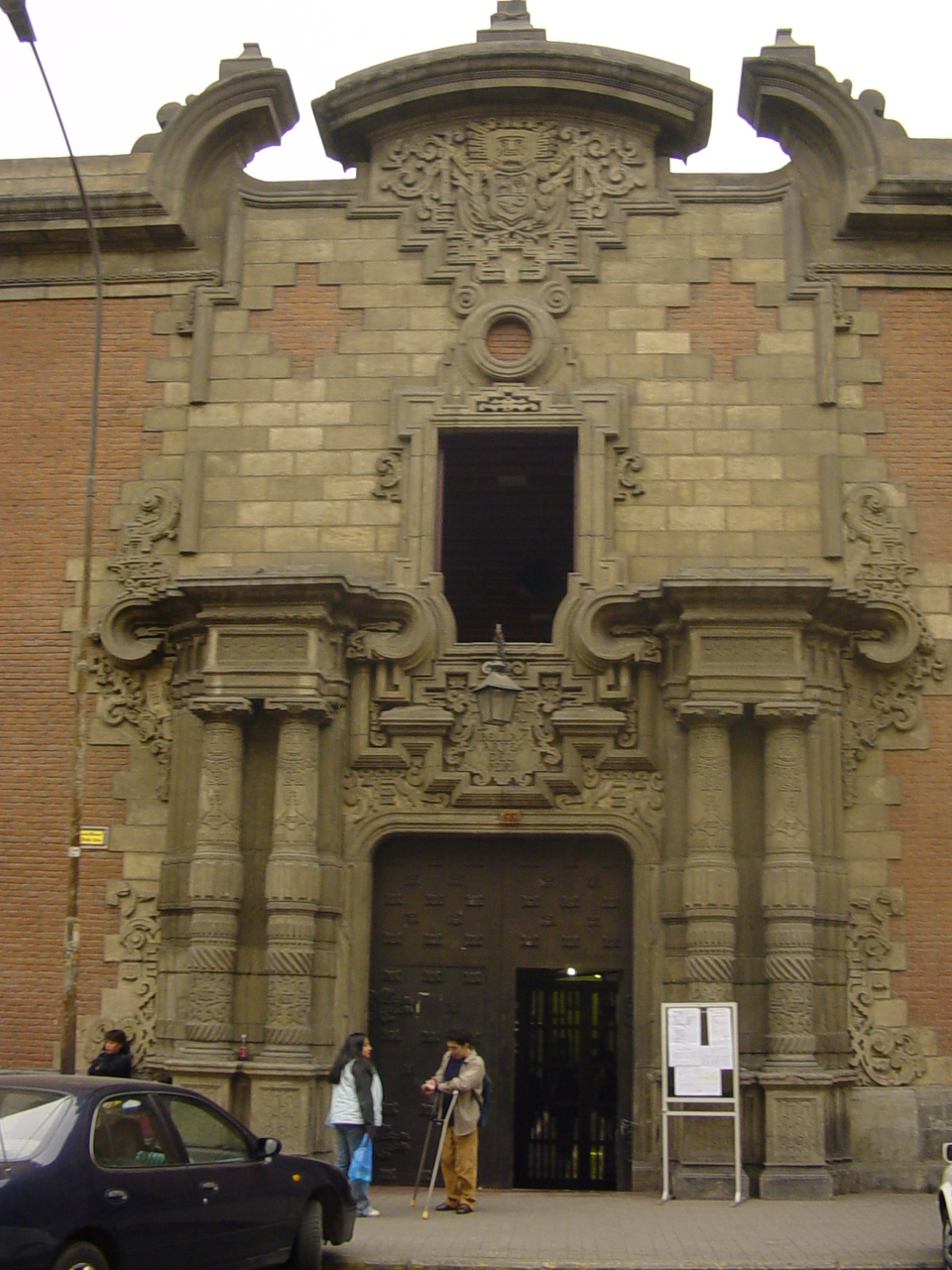
Escuela de Bellas Artes de Lima
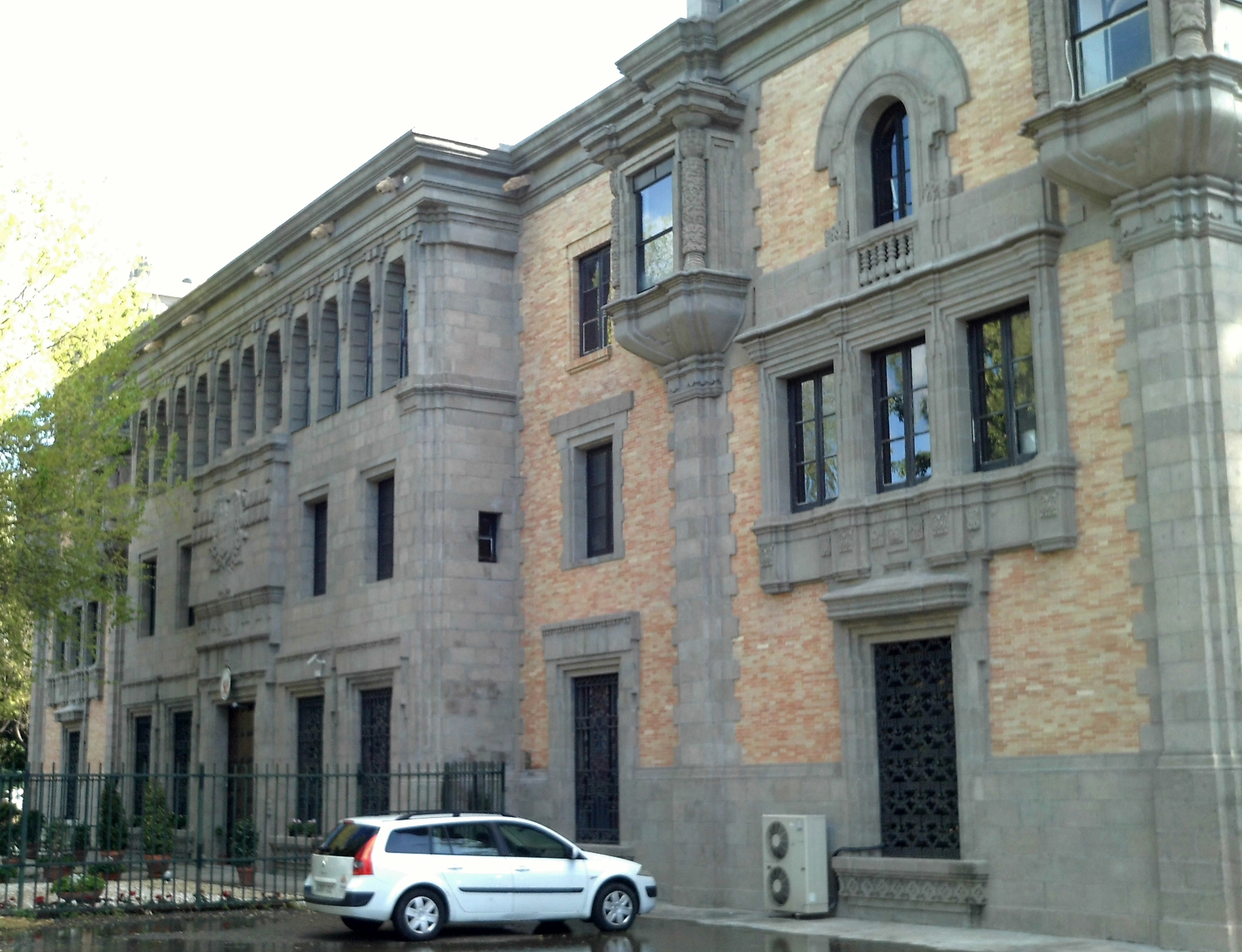
Pabellón de Perú en la Exposición Iberoamericana de Sevilla (1929)
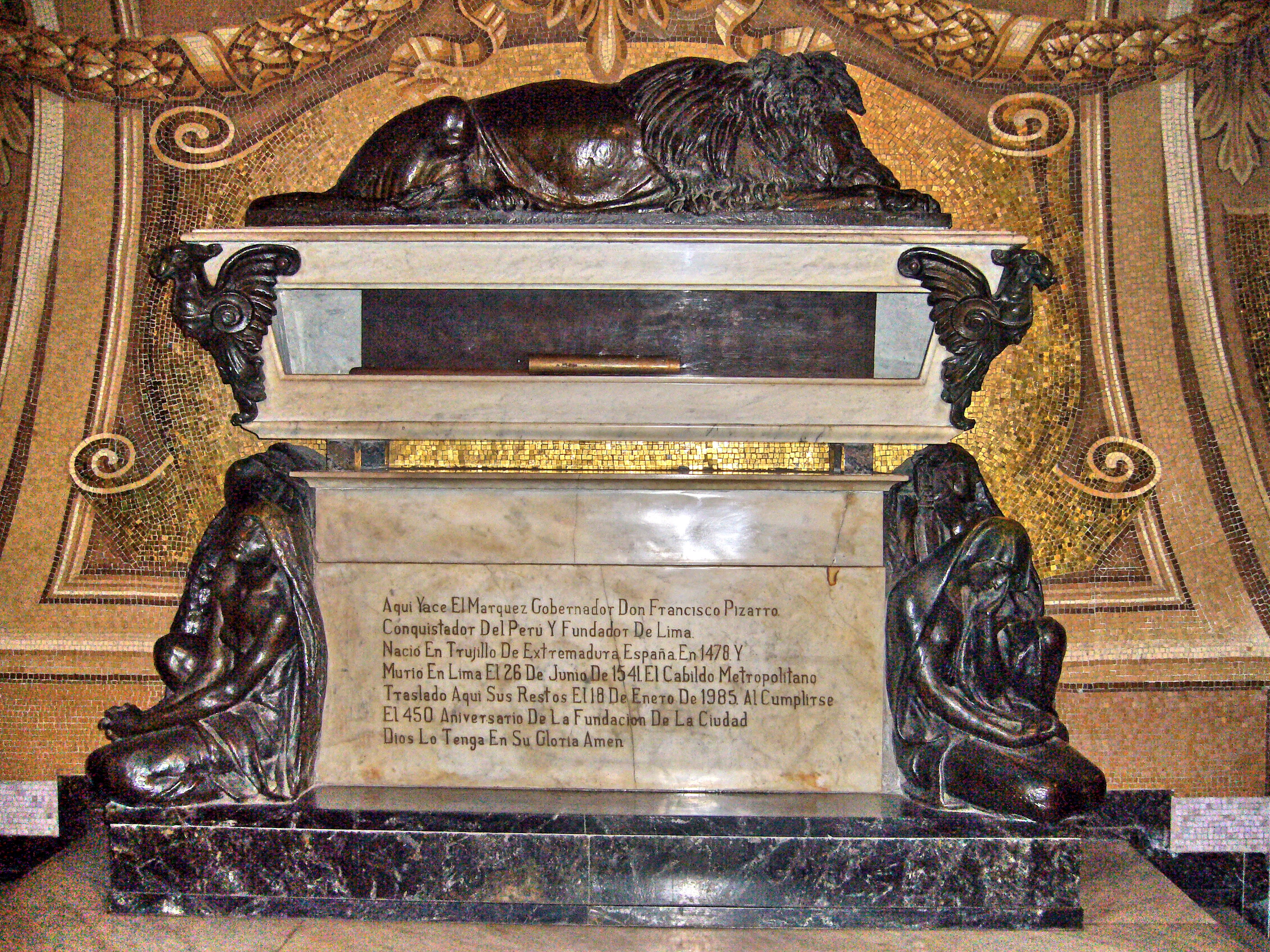
Tumba de Francisco Pizarro
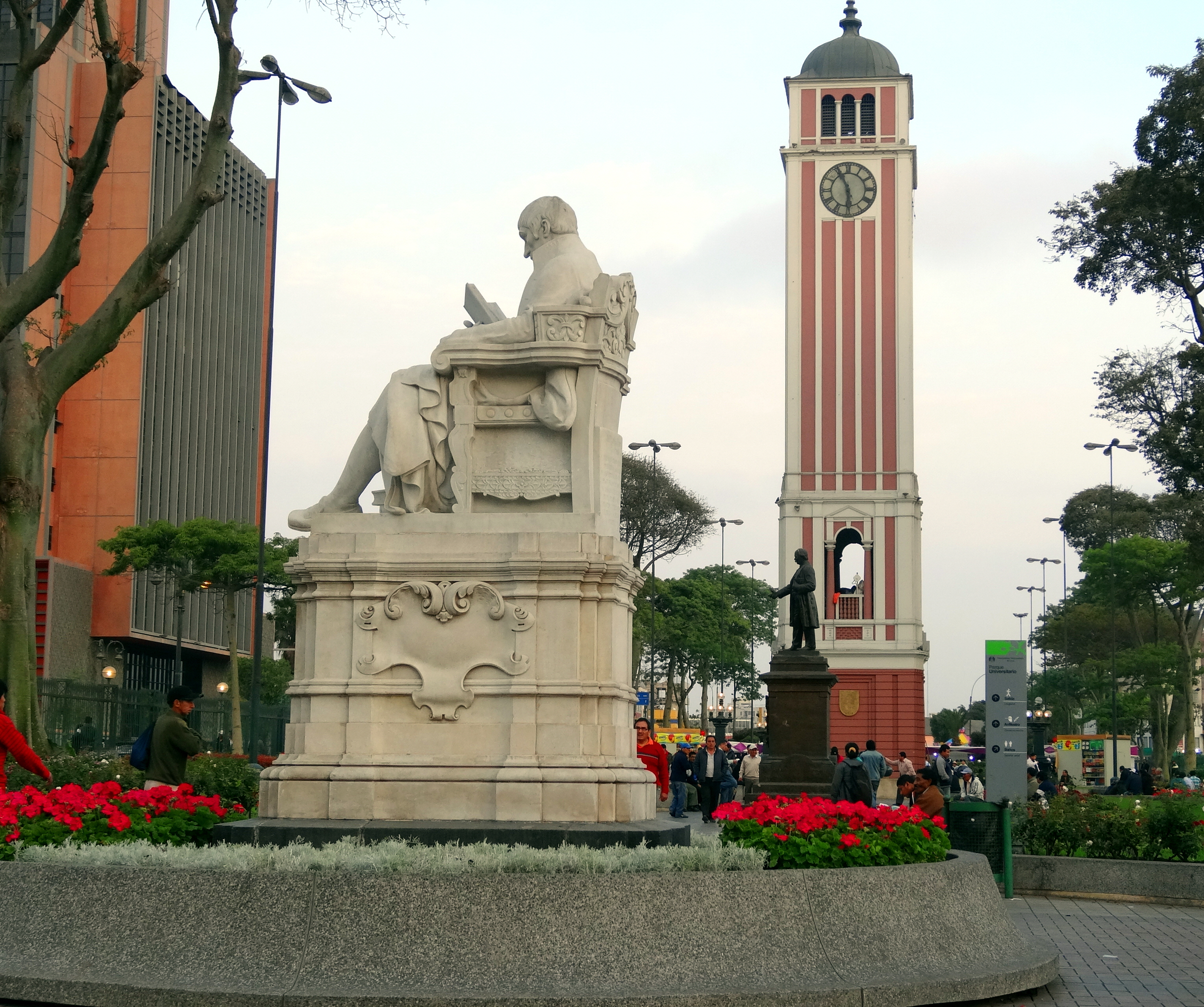
Monumento a Hipólito Unanue en el Parque Universitario, con la Torre Alemana al fondo
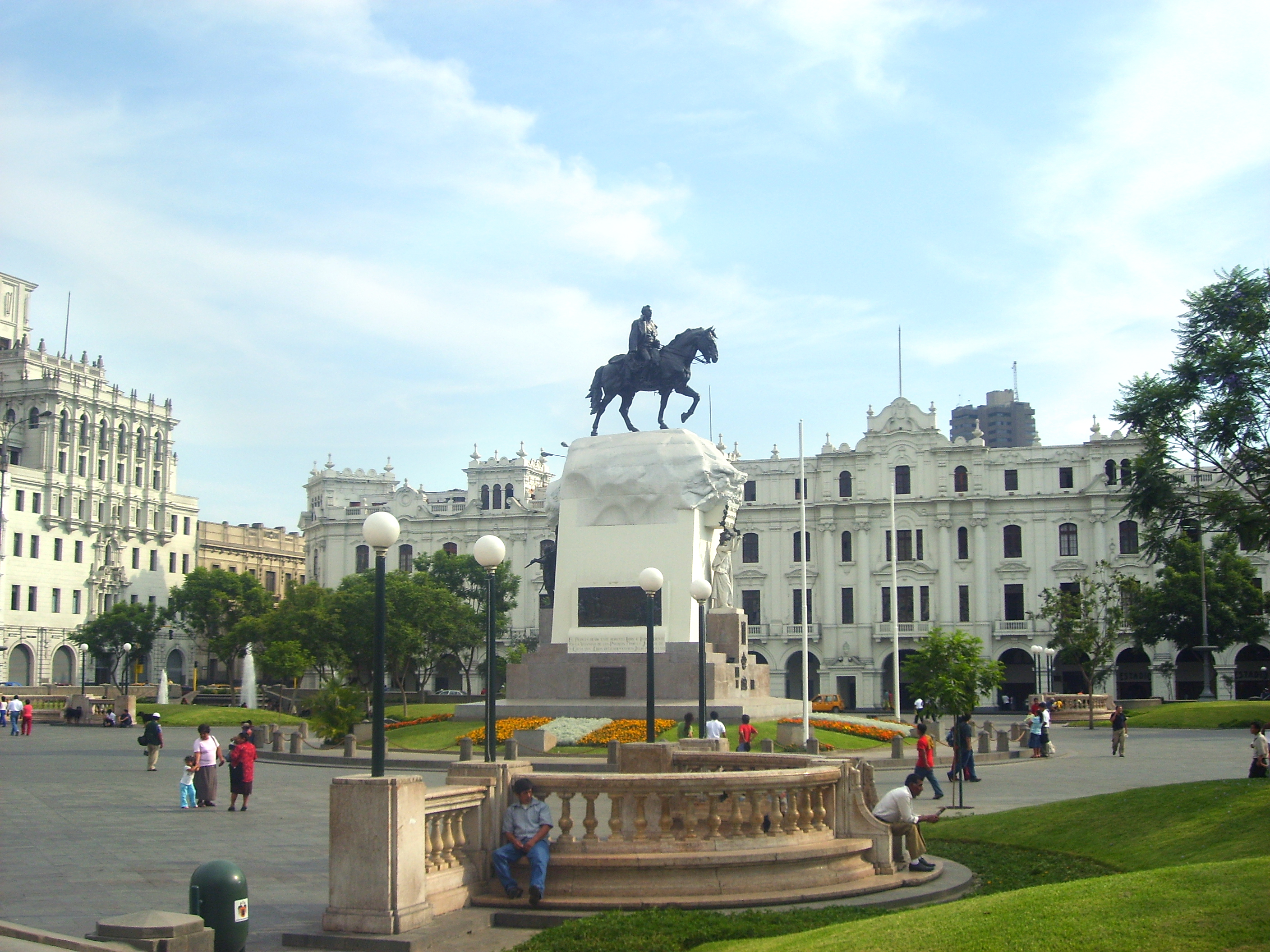
Plaza San Martín
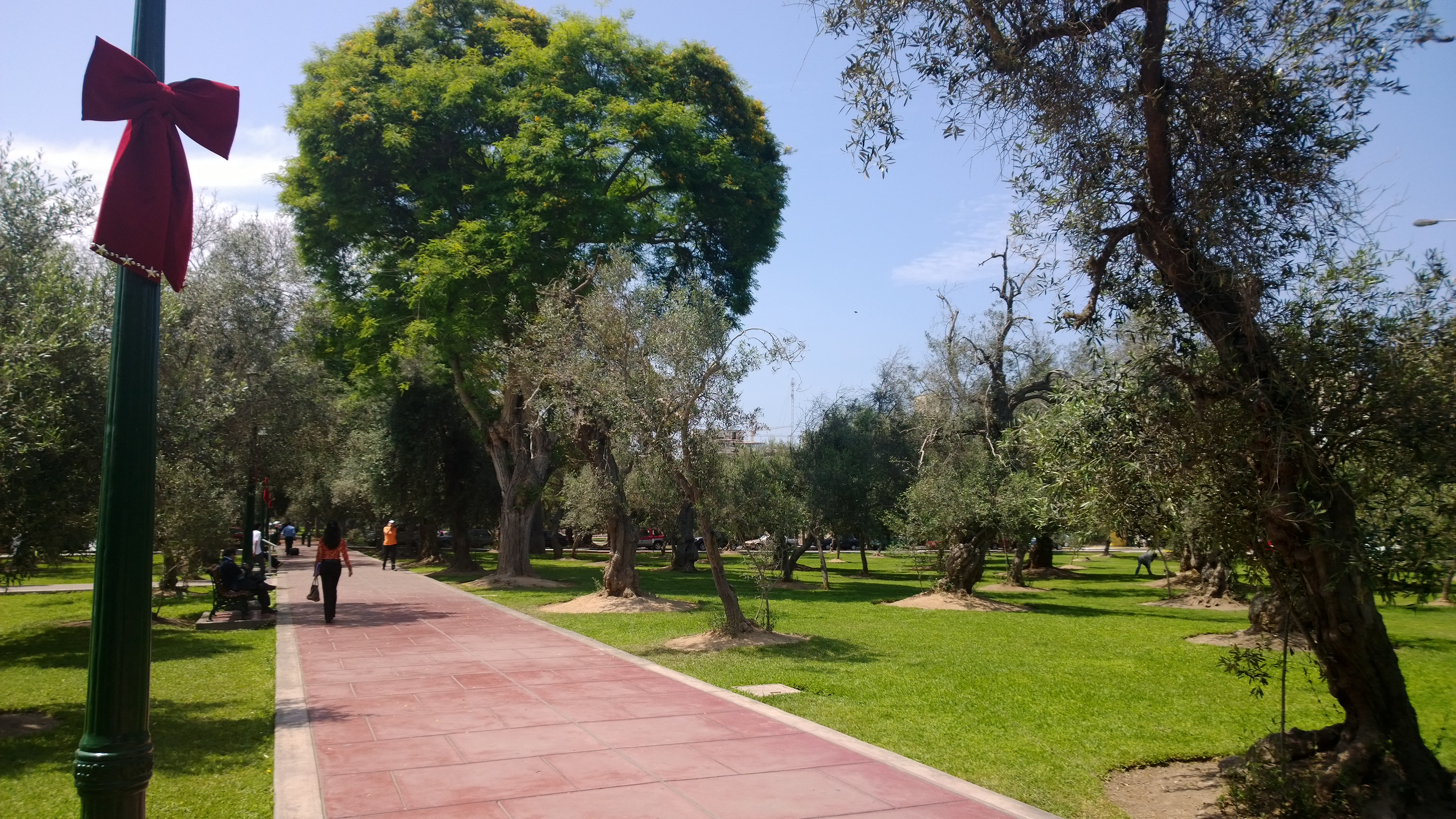
El Olivar